# 2017-es Fort Lauderdale repülőtéri lövöldözés
A 2017-es Fort Lauderdale repülőtéri lövöldözés 2017. január 6-án történt lövöldözés az amerikai egyesült államokbeli Fort Lauderdale–Hollywood nemzetközi repülőtéren. A lövöldöző Esteban Santiago volt, aki 5 embert gyilkolt meg és 8 embernek okozott sérülést. Esteban Santiago 26 éves, korábban Irakban szolgált az Amerikai Nemzeti Gárda kötelékében. Utóbb az Alaszkai Nemzeti Gárdában szolgált, ahonnan leszerelték. A férfi pszichiátriai kivizsgálásban is részesült.